# Neolophonotus xiphichaetus
Neolophonotus xiphichaetus är en tvåvingeart som beskrevs av Hull 1967. Neolophonotus xiphichaetus ingår i släktet Neolophonotus och familjen rovflugor.
Artens utbredningsområde är Namibia. Inga underarter finns listade i Catalogue of Life.